# Diego Gómez de Zamora
Diego Gómez de Zamora fue un judío converso que vivió en el siglo XV y figuró mucho en los acontecimientos de la época.

## Biografía
Diego fue Doctor en Letras, Justicia de los reyes Juan II de Castilla y Enrique IV de Castilla y entendió como fiscal en la condenación del condestable Álvaro de Luna en 1453 y posteriormente fue nombrado consejero y fiscal de la Audiencia Real, con 30.000 maravedís al año.